# Хагар, Конни
Марта Конгер Неблетт Хагар (англ. Martha Conger Neblett Hagar), известная как Конни Хагар (англ. Connie Hagar, 1886 — 1973), — американская наблюдательница за птицами и натуралист, чьи наблюдения были высоко оценены профессиональными орнитологами, особенно её ранние наблюдения за колибри на побережье Техаса.

## Детство и личная жизнь
Марта Конгер Неблетт родилась в Корсикане, штат Техас; Хагар была первой из трёх детей Роберта Скотта и Мэтти Йитер Неблетт. Её отец был мэром на момент её рождения и по профессии юристом, а мать была дочерью преподобного А.Дж. Йетера. Дома дети учились играть на фортепиано, увлекались чтением и историей. Их дом на Корсикане представлял собой трёхэтажный белый дом с колоннами, четырнадцатью комнатами, шестью залами и двумя верандами, с прекрасной отделкой из дерева и серебра. 
После окончания средней школы в 1903 году Хагар поступила в колледж Форест-Парк, школу для девочек в Сент-Луисе, где особое внимание уделялось музыке и литературе. Хагар вышла замуж за возлюбленного своего детства Линна Брукса, который работал в компании Southern Pacific Railways, и переехала в Эннис, штат Техас. За это время она обнаружила, что слепнет, и ей прописали пищевую добавку из солодового молока с яйцом, которая вылечила её проблемы со зрением. Во время брака с Линном Бруксом пара переехала в Новый Орлеан, но через 14 лет брака в возрасте 35 лет Хагар вернулась домой, чтобы позаботиться о своей больной матери. По пути домой она встретила нефтяника и риэлтора Джека Хагара, который ухаживал за ней пять лет, в течение которых Хагар начала наблюдать за птицами у себя во дворе. Они поженились 2 апреля 1926 года. В 1940 году у Хагар вновь возникли проблемы со зрением, и ей поставили диагноз катаракта, которую врач объяснил недоеданием; он прописал Хагар три бутылки пива в день, чтобы дать ей больше воды и питательных веществ. Её зрение улучшилось, и она сохранила привычку выпивать три бутылки пива в день до конца своей жизни.
Хагар проводила для школьников и клубов презентации по многочисленным темам, включая ракушки, бабочек, звёзды, деревья и полевые цветы, а также рептилий и земноводных. Она всю жизнь была пианисткой и, хотя и не была прихожанкой церкви, аккомпанировала в церкви христианской науки Аранзас-Пасс.

## Наблюдение за птицами
Хагар начала наблюдать за птицами после возвращения в Корсикану в возрасте 35 лет. Она и её сестра Берт основали Природный клуб в январе 1923 года с восемнадцатью членами, связанными с Национальным Одюбоновским обществом и Техасской федерацией женских клубов. Выйдя замуж за Джека Хагара, она стала более серьёзной и вызвалась участвовать в окольцовывании птиц, информация об этом была опубликована в журнальной статье. Она написала статью для орнитологического журнала Wilson Bulletin о гнездовых привычках краснокрылых дроздов.
В 1928 году она начала свой «Календарь природы» — журнал наблюдений, который она вела более тридцати пяти лет с очень небольшими перерывами.
В 1933 году Хагар впервые посетила залив Аранзас вместе со своей сестрой Берт. В 1935 году, после многочисленных посещений Рокпорта, а также наблюдения за птицами на Хай-Айленде с друзьями, Конни и Джек Хагар переехали в Рокпорт в качестве новых владельцев Rockport Cottages, туристического мотеля на одиннадцати акрах (4,45 га) земли. В 1936 году Хагар опубликовала в газете San Antonio Express-News статью в пять колонок под заголовком «Техасское побережье Мексиканского залива — приют для птиц». Заметки Хагар о перелётных птицах привлекли внимание Гарри К. Оберхользера, который поставил под сомнение её определение видов, которые, по его мнению, находились за пределами их ареала размножения. После переписки о нескольких наблюдениях Оберхользер посетил Хагар в 1937 году и подверг её длительной викторине по идентификации птиц. После того как Хагар доказала свою компетентность в определении птиц, Оберхользер поверил её наблюдениям. У них была постоянная переписка, и за эти годы Оберхользер навещал её ещё несколько раз. Он рекомендовал Конни и Джека (несмотря на отсутствие у Джека интереса к птицам) Американскому орнитологическому обществу.
На протяжении многих лет к Хагар и её мужу приезжали многочисленные орнитологи и натуралисты, которые сопровождали Хагар в её обходах: Рой Бедичек, Гай Эмерсон, доктор Диллон Рипли, Ричард Пау, Эдвин Тил, Берт Монро, Ладлоу Гриском, доктор Артур Огастес Аллен, Джон У. Олдрич, Дороти Э. «Дот» Снайдер (куратор музея Пибоди), Айвен Сандерсон, Дж. Фрэнк Доби и Роджер Тори Петерсон, который впервые посетил их в 1948 году и обратились за помощью к Хагар относительно деталей его полевого гида по Техасу. Хагар публиковала отчёты о птицах в журналах и бюллетенях, и участвовала в колонках местных газет, включая свои собственные колонки в местных газетах. В 1962 году она опубликовала контрольный список птиц центрального побережья Техаса.
Альфред Эйзенштадт сфотографировал Хагар в поле для статьи под названием «Выдающаяся компания натуралистов-любителей» в журнале Life от 10 сентября 1956 года. Он беспокоился, что её шелковое платье умалит её достоверность. В 1962 году в Корпус-Кристи было проведено ежегодное собрание Национального Одюбоновского общества, на котором Хагар могла присутствовать и получила специальную награду за свои достижения в орнитологии и охране природы.

## Смерть и память
В конце 1960-х годов у Хагар накопилось много проблем со здоровьем, и в 1971 году её поместили в дом престарелых, где она умерла в 1973 году. Она была похоронена на кладбище Рокпорт с видом на заповедник дикой природы Конни Хагар. Два заповедника носят её имя: заповедник дикой природы Конни Хагар на береговой линии Литл-Бэй и коттеджный заповедник Конни Хагар площадью шесть акров в Рокпорте на месте коттеджей, которыми владели она и Джек. Петерсон открыл первый указатель на Великой прибрежной тропе наблюдения за птицами Техаса в 1994 году в коттеджном заповеднике Конни Хагар.